# ميخائيل باختين

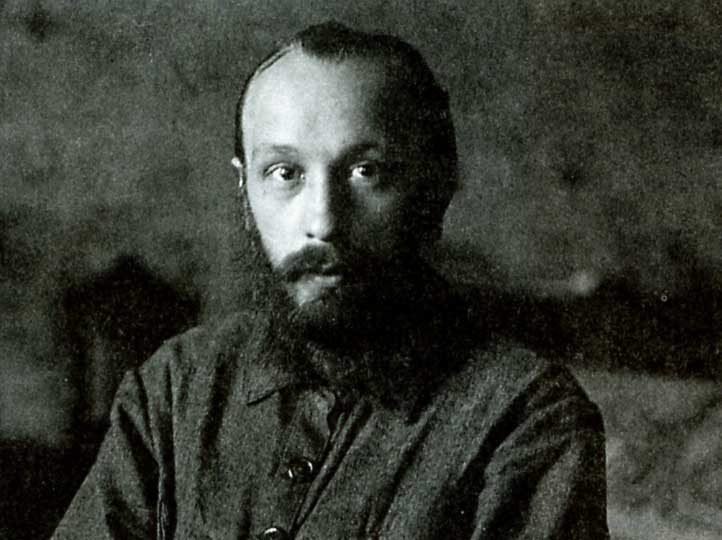
ميخائيل باختين 1920

ميخائيل باختين (1895 ـ 1975م) فيلسوف ولغوي ومنظر أدبي روسي (سوفييتي). ولد في مدينة أريول. درس فقه اللغة وتخرج عام 1918. وعمل في سلك التعليم وأسس «حلقة باختين» النقدية عام1921.

## حياة مبكرة
اعتقل عام 1929 بسبب ارتباطه بالمسيحية الأرثوذكسية، ونفي إلى سيبيريا مدة ست سنوات. بدأ عام 1936 التدريس في كليّة المعلمين في سارانسك. ثم أصيب بالتهاب أدّى إلى بتر ساقه اليسرى عام 1938. عاد باختين بعدها إلى مدينة ليننغراد (بطرسبرغ)، وعمل هناك في معهد تاريخ الفن، الذي كان أحد معاقل «الشكلانيين» الروس، ثم عاد إلى سارانسك حيث عمل أستاذاً في جامعتها.
استقر منذ عام 1969في كليموفسك (إحدى ضواحي موسكو) بعد أن تدهورت صحته وراح يكتب في مجلاتها وخاصة «قضايا الأدب» Voprosy Literatury و«السياق» Kontekst.

## أعمال وأفكار
بدأ باختين الكتابة والنشر بعد تخرجه في الجامعة مباشرة، فصدرت مقالته الأولى: «الفن والمسؤولية» عام 1919، ثم صدر كتابه الشهير «مشكلات في شعرية دستويِفْسكي» Problems of Dostojevskys Poetics في مدينة ليننغراد (بطرسبرغ) عام 1929. ونشر باختين بعض مقالاته وثلاثةً من كتبه بأسماء مستعارة: «فولوشينوف وميدفيديف». ودافع عام 1940 في المعهد الأدبي التابع لأكاديمية العلوم (السوفييتية) في موسكو عن رسالة دكتوراه عنوانها: «إبداع فرانسوا رابليه والثقافة الهزلية الشعبية في العصور الوسطى وعصر النهضة». وقد صدرت هذه الرسالة في كتاب بعد خمس وعشرين سنة من كتابتها عام 1965. وهناك أعمال لباختين لم ترَ النور إلا بعد وفاته، لذا لم يبدأ العالم بالتعرف إليه إلا بعد خمسين عاماً من التعتيم حوله، ولم يحظ باختين بالشهرة إلا في نهاية حياته بعد إعادة نشر كتابه «مشكلات في شعرية دستويِفْسكي» عام 1973، ونَشْرْ كتابه «إبداع فرانسوا رابليه ...» الذي صدر في موسكو عام 1965، وترجم إلى الإنكليزية عام 1986 بعنوان «رابليه وعالمه» Rabelais and His World.

## نحو فلسفة القانون
يمكن تحديد أربعة مكونات لنظرية باختين في الأدب والفلسفة وهي :
- البحث النظري الفلسفي
- نظرية الحديث utterance
- نظرية الأدب.
- تاريخ الرواية.

يتغلغل البحث الفلسفي في ثنايا نظرية باختين. فقد كتب في نظرية الأدب، واللغة، والسيميائية، والنقد، وعلم النص، وساهم في تحديد التصورات النظرية عن اللغة والشعرية والسيميائية في علاقاتها المتشابكة مع المجتمع والتاريخ، وتكونت نظريته الشمولية من أنتربولوجية الفلسفة وإبستمولوجية العلوم الإنسانية، وعلم ماوراء اللغة Metalinguinistics وتَبلور مفهومه عن الأنتربولوجية من القيم التي تَتَحكَّم في تاريخ الأدب وعلم ماوراء اللغة ومنهجية العلوم الإنسانية، التي تقوم على المبدأ الحِواري dialogism الذي يظل السمة المنهجية في جميع أعماله، أياً كان الموضوع الذي يتناوله.
وتتلخص نظرية باختين عن النص في تحديد هويته ومنهج البحث فيه (التأويل interpretation) وفهمه الذي يعتمد الاستجابة. ويرى أن النص، سواء أكان مكتوباً أم شفهياً هو أساس جميع حقول دراسته (اللسانيات، وفقه اللغة، والدراسات الأدبية) وللعلوم الإنسانية عامة أيضاً، فهو الواقع المباشر، حيث يستطيع الفكر في هذه الحقول جميعاً أن يكون نفسه حصراً، فحيث لا يوجد نص لا يوجد موضوع للاستعلام والمساءلة ولا يوجد فكر.
أما الإبستمولوجية عند باختين فتقوم على نظريته في اللغة، التي تبدأ من الحديث utterance البشري بوصفه نتاجاً لتفاعل اللغة والسياق المرتبط بالتاريخ. وليس الحديث عنده فردياً individual وليس متغيراً بلا حدود. بل هو موضوع لاستعلام inquiry علم لغة جديد في اللغة سمّاه علم ماوراء اللغة. ويرى أن هذا العلم هو الذي يمكن من التغلب على ثنائية dichotomy الشكل والمضمون العقيمة، ويساعد في التحليل الشكلي formal للإيديولوجيات. ويرى باختين أن أهم سمات الحديث هي حواريته dialogism أي بعدُه التناصّي intertextual «فَبَعْدَ وجود آدم لم تعد هناك أشياء بلا أسماء أو كلمات غير مستعملة» ولهذا فإن كل خطاب يقيم حوارات مع الخطابات التي كانت والتي ستأتي. وقد اعتمد باختين هذا منطلقاً في رسم انطباعه عن تأويل جديد للثقافة، فهي تتشكل من الخطابات التي تحتفظ بها الذاكرة الجمعية، وهي تلك الخطابات التي ينبغي لكل فرد متكلم (متحدث، مُرْسِل) أن يحدد موقع خطابه بالقياس إليها.
يرى باختين في كتابه «الماركسية وفلسفة اللغة» (1929) Marxism and the Philosophy of Language أن الأفكار الجوهرية تشكل في بنية اللغة نظاماً لا يتخلخل، مكوَّناً من ثنائيات متعاضدة لا تنفك عراها: التعرف والفهم، المعرفة والتبادل، الحوار والكلام الداخلي (سواء كان داخلياً أو مُعَبَّراً عنه)، التخاطب بين المرسل والمستقبل (المتلقي)، كلّ علامةٍ لها دلالة وكلُّ دلالة مرتبطة بالعلامة، الهوية والتنوع الكوني والخاص، المجتمعي والفردي، التماسك والانقسام، التحدث والحديث..

## مشكلات في شعرية دستويِفْسكي
ويبقى دستويِفْسكي[ر] الشخصية المفضلة عند باختين، فهو يرى أنه واحد من أعظم المجددين في ميدان الشكل الفني، لأنه أوجد نمطاً جديداً تماماً من التفكير الفني هو: «رواية متعددة الأصوات» Polyphony ويرى أن أعمال دستويِفْسكي الإبداعية توزعت في سلسلة من البنى المستقل بعضها عن بعض والمتعارضة فيما بينها، يستميت أبطالها في الدفاع عنها. أما وجهات نظر المؤلف نفسه فهي أبعد من أن تبرز من بينها جميعاً لتحجب خلفها كلَّ ماسواها. ويؤكد أن جميع عناصر البنية الروائية عند دستويِفْسكي تحددها مهمة بناء عالم متعدد الأصوات، إلى جانب تحطيم الأشكال القائمة للرواية الأوربية المونولوجية المتجانسة في الأصل. وترتكز تعددية الأصوات على استنباط أسلوبيات النوع الأدبي بطريقة توضح تزامنياً بنيات هذا النوع الأدبي. وتقوم تعددية الأصوات على دراسة المركبات الزمانية المكانية Chronotopes المميِّزة لكثير من الأنواع السردية الثانوية Subgenre، وينشأ عن هذا كله نزوع نحو التنافر والاختلاف Heterology. ولم يكن هذا التنوع والاختلاف مادة كتاب باختين المطبوع الأول وبحسب «مشكلات في شعرية دستويِفْسكي»، بل كان مصدراً دائماً لأبحاثه.
ويرى باختين أن شعرية الحديث تتكون من تضافر عناصر ثلاثة هي: تعدد الأصوات والمركب الزماني المكاني والتحليل الموضوعي البنيوي في الأدب.

## روابط خارجية
- ميخائيل باختين على موقع الموسوعة البريطانية (الإنجليزية)